# کریستی جنکینز
کریستی جنکینز (به انگلیسی: Christie Jenkins) ژیمناست زادهٔ ۲۳ مارس ۱۹۸۸ میلادی اهل کشور استرالیا است.